# レイ・トロ
レイ・トロ（Ray Toro、1977年7月15日 - ）は、アメリカ合衆国のギタリストである。マイ・ケミカル・ロマンスのメンバーである。

## 人物
トロがカーニー高校に入学する頃には、音楽に興味を持っていた。
2001年、マイ・ケミカル・ロマンスを結成。2013年に解散。2019年、同バンドが再結成され活動を再開した。
2008年11月、クリスタと結婚した。2012年9月に息子が誕生した。

## ディスコグラフィ

### ソロソング
- "Isn't That Something" (2013)
- "For the Lost and Brave" (2015)
- "Tired of Sex" (Weezer cover) (2015)
- "Hope for the World" (2016)

### ソロアルバム
- Remember the Laughter (2016)

## プロデュース作品
- 2011 – My Chemical Romance – iTunes Festival: London 2011 (mixing)
- 2012 – The Architects – Live in Los Angeles (mixing)
- 2013 – The Architects – Border Wars Episode I (mixing on one track)